# 井上順孝
井上 順孝（いのうえ のぶたか、1948年 - ）は、日本の歴史学者・宗教学者。国際宗教研究所宗教情報リサーチセンター長。宗教文化教育センター長。國學院大學名誉教授。専門は宗教社会学。学位は、宗教学博士（國學院大學）。新宗教や教派神道の研究に従事し、日本宗教学会の会長を務めた。

## 経歴
鹿児島県出身。祖父は日本画家の棚田暁山。鹿児島県立川内高等学校を経て、東京大学文学部卒業。同大学大学院人文科学研究科博士課程中退。1974年、東京大学文学部助手となる。1982年、國學院大學日本文化研究所講師に就任。その傍ら、近代の宗教運動の比較研究などに携わった。1986年に助教授、1992年に教授へ昇任。同年、「教派神道の形成」で國學院大學より宗教学博士の学位を取得。2002年、國學院大學神道文化学部教授。2006年、國學院大學日本文化研究所所長。宗教情報リサーチセンター長。2018年、國學院大學客員教授・名誉教授。2019年、アメリカ芸術科学アカデミー会員。

### 受賞歴
- 1987年 - 神道宗教学会奨励賞
- 2023年 - 文化庁長官表彰[6]

## 著書

### 単著
- 『海を渡った日本宗教　移民社会の内と外』（弘文堂、1985年）
- 『教派神道の形成』（弘文堂、1991年）
- 『新宗教の解読』（筑摩書房〈ちくまライブラリー〉、1992年。ちくま学芸文庫、1996年）
- 『若者と現代宗教―失われた座標軸』（ちくま新書、1999年）
- 『図解雑学 宗教』（ナツメ社、2001年・2011年）
- 『宗教の歴史地図―現代世界を読み解く新たな視点』（青春出版社、2001年）
- 『宗教社会学のすすめ』（丸善ライブラリー、2002年）
- 『神道入門―日本人にとって神とは何か』（平凡社新書、2006年）
- 『宗教社会学がよ～くわかる本　現代を知るためのビジュアル入門書 ポケット図解』（秀和システム、2007年）
- 『人はなぜ「新宗教」に魅かれるのか?』 （三笠書房、2009年）
- 『本当にわかる宗教学　フシギなくらい見えてくる！』（日本実業出版社、2011年）
- 『さすらいの宗教研究』（私家版、2018年）
- 『神道の近代　変貌し拡がりゆく神々』（春秋社、2021年）
- 『認知宗教学への散策』（私家版、2025年）

### 共著
- 『日本型政教関係の誕生』（第一書房、1987年）、阪本是丸と共著
- 『新宗教研究調査ハンドブック』（雄山閣、1981年）、孝本貢らと共著
- 『情報時代のオウム真理教』　責任編集：宗教情報リサーチセンター編　（春秋社　2011年）

### 編著
- 『新宗教事典〈本文篇〉』（弘文堂、1990年）孝本貢らとの共編著
- 『ファンダメンタリズムとは何か―世俗主義への挑戦』（新曜社、1994年）、大塚和夫との共編
- 『神道事典』（弘文堂、1994年）共編著
- 『現代日本の宗教社会学』（世界思想社、1994年）
- 『オウム真理教とは何か―現代社会に問いかけるもの』（朝日新聞社、1995年）、武田道生・北畠清泰との共編
- 『新宗教教団・人物事典』（弘文堂、1996年）孝本貢らとの共編著
- 『宗教学を学ぶ』（有斐閣、1996年）、月本昭男・星野英紀らとの共編著
- 『グローバル化と民族文化』（新書館、1997年）
- 『世界の宗教101物語』（新書館、1997年）
- 『教育のなかの宗教』（新書館、1998年）
- 『神道―日本生まれの宗教システム』（新曜社、1998年）
- 『IT時代の宗教を考える』（法藏館、2003年）
- 『現代宗教事典』（弘文堂、2005年）
- 『図解雑学 神道』（ナツメ社、2006年）
- 『近代日本の宗教家101』（新書館、2007年）。編著で執筆者に鈴木範久、對馬路人、村田充八など18名
- 『映画で学ぶ現代宗教』 弘文堂 2009年
- 解説『45分でわかる！神道――日本人の原点を知る』（マガジンハウス、2011年）

### 訳書
- R・ロバートソン 『宗教の社会学』（吉原和男らと共訳、川島書店、1983年）
- ポール・ラビノー 『異文化の理解』（岩波書店、1980年）
- ナンシー・K・ストーカー 『出口王仁三郎　帝国の時代のカリスマ』（監訳、原書房、2009年）
- クリストファー・パートリッジ『現代世界宗教事典　新宗教、セクト、代替スピリチュアリティ』（監訳、悠書館、2009年）

### 論文一覧
- CiNii>井上順孝